# Interpretaciones feministas de la caza de brujas en la Edad Moderna
A lo largo de los siglos XIX y XX han emergido varias interpretaciones feministas de la caza de brujas sucedida en la Europa de principios de la Edad Moderna. Estas visiones han evolucionado junto con el propio feminismo, dependiendo ya de la primera ola, ya de la segunda y del feminismo socialista, y se consideran como un patrimonio particular del entorno académico de Estados Unidos, con la mayor parte de sus proponentes perteneciendo a este país.
En tiempos modernos se considera que estas interpretaciones carecen generalmente de base histórica, y que a menudo retratan realidades opuestas a las que manifiestan. El consenso académico es que la misoginia solo fue uno de múltiples factores sociales y religiosos detrás de las persecuciones, y que éstas las protagonizaban frecuentemente mujeres acusando a otras mujeres y alimentando la histeria contra ellas, a menudo por motivos puramente personales. Cabe también destacar que en países como Rusia, Finlandia, Islandia y Estonia, además de en la región francesa de Normandía, la caza de brujas persiguió mayormente a varones y no a mujeres.

## Historia
Una de las primeras voces de este movimiento fue la escritora americana Matilda Joslyn Gage, defensora del sufragio femenino. En 1893 publicó el libro Woman, Church and State, escrito según ella "con grandes prisas y en ratos robados a un activismo político que no dejó espacio para llevar a cabo una investigación original". Probablemente influenciada por el trabajo de Jules Michelet y su hipótesis del culto de las brujas, Gage afirmó que las perseguidas en la caza de brujas eran las sacerdotisas paganas de una antigua religión que adoraba a una Gran Diosa. También repetía la popular exageración, de la que se hicieron eco autores alemanes, de que murieron nada menos que nueve millones de personas en estas cazas.
En 1973, dos feministas de segunda ola, Barbara Ehrenreich y Deirdre English, publicaron un extenso panfleto donde proponían la idea de que las mujeres perseguidas eran curanderas tradicionales, parteras y matronas, que estaban siendo deliberadamente exterminadas por el sistema médico patriarcal de la modernidad. Esta peculiar interpretación ignoraba el hecho bien recogido de que la mayoría de las víctimas no poseían estos oficios, y que, en cambio, a menudo eran precisamente las matronas, las amas de casa y otros roles asociados con lo femenino las que formulaban las acusaciones contra las supuestas brujas. En 1994, Anne Llewellyn Barstow publicó el libro Witchcraze, que fue descrito por los historiadores Scarre y Callow como "quizás el intento más exitoso" de retratar los juicios por brujería como un ataque sistemático contra la mujer.
Otras feministas han rechazado de pleno esta interpretación de los hechos. La historiadora feminista Diane Purkiss señala que la teoría "no es políticamente útil", ya que retrata a las mujeres como "víctimas indefensas del patriarcado" y, por tanto, no ayuda en cuestiones contemporáneas relacionadas. También ha criticado la carencia de rigor histórico de estos trabajos, subrayando que sus defensoras prefieren centrarse en el carácter político de sus ideas antes que en tratar de mantener un mínimo de historicidad. Por último, lamenta que un gran número de feministas radicales continúan adhiriéndose a estas interpretaciones por su alto contenido en "significación mítica" y porque favorece su modelo atemporal de opresores y oprimidos.
Sin embargo, siendo este el caso donde las brujas no se pueden considerar un símbolo de lucha por su historia, en la actualidad son utilizadas como fuente creativa para hacer manifestaciones artríticas comparando a la mujer moderna con una bruja que fue asesinada injustamente. Aunque las brujas como subjetividad política no funcionen según ideales del movimiento, como una reivindicación feminista da un símbolo de identidad por el cual defender dicho movimiento social, por ejemplo la famosa frase del feminismo actual: “somos las nietas de las brujas que no pudieron quemar”, un icono usado en diversas marchas feministas.